# إينا (غيفو)
مدينة إينا (بالإنجليزية: Ena)‏ هي أحد المدن التابعة لمحافظة غيفو. تأسست رسميًا في 25/10/2004. ويقدر عدد سكانها بـ 54844 نسمة حسب تقدير مكتب الإحصاء الياباني لعام 2012. تبلغ مساحة إينا 504.19 كم2. بكثافة سكانية تبلغ 109 نسمة/كم2.

## أعلام
- تسويوشي ماكينو